# Độ sáng của Mặt Trời

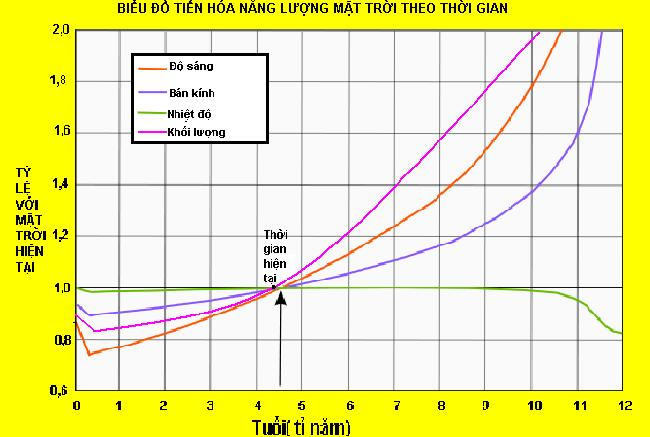
Sự phát triển về độ sáng, bán kính và nhiệt độ hiệu dụng của Mặt Trời so với Mặt Trời ngày nay. After Ribas (2010).

Trong thiên văn học, độ sáng của Mặt Trời  (ký hiệu L{\displaystyle {\odot }}) là một đơn vị đo ánh sáng được sử dụng để biểu thị độ sáng của các ngôi sao hoặc các thiên hà. Nó tương đương với độ sáng hiện tại của Mặt Trời. Một độ sáng danh nghĩa của Mặt Trời được Liên đoàn Thiên văn Quốc tế xác định là:
{\displaystyle 1\,L_{\odot }=}{\displaystyle 3,828\times 10^{26}\,{\hbox{Watt}}=0,3828\,{\hbox{YW}}}({\displaystyle {\hbox{YW}}})
Mặt Trời là một ngôi sao biến quang yếu và do đó độ sáng thực tế của nó luôn thay đổi.